# Thestor pringlei
Thestor pringlei är en fjärilsart som beskrevs av Dickson 1976. Thestor pringlei ingår i släktet Thestor och familjen juvelvingar. IUCN kategoriserar arten globalt som sårbar. Inga underarter finns listade i Catalogue of Life.